# Apata pricei
Apata pricei is een slakkensoort uit de familie van de Apataidae. De wetenschappelijke naam van de soort is voor het eerst geldig gepubliceerd in 1966 door MacFarland als Flabellina pricei.